# باربرا جاريك
باربرا جاريك (بالإنجليزية: Barbara Garrick)‏ هي ممثلة أمريكية، ولدت في 3 ديسمبر 1965 بلوس أنجلوس في الولايات المتحدة.

## أعمال

### أفلام
- (1990) أيام الرعد[2]
- (2002) بعيدا عن الجنة[3][4][5]

## وصلات خارجية
- باربرا جاريك على موقع IMDb (الإنجليزية)
- باربرا جاريك على موقع ألو سيني (الفرنسية)
- باربرا جاريك على موقع أول موفي (الإنجليزية)
- باربرا جاريك على موقع قاعدة بيانات برودواي على الإنترنت (الإنجليزية)
- باربرا جاريك على موقع قاعدة بيانات الأفلام السويدية (السويدية)
- باربرا جاريك على موقع قاعدة بيانات الفيلم (الإنجليزية)
- باربرا جاريك على موقع كينوبويسك (الروسية)